# Scelio splendidus
Scelio splendidus är en stekelart som beskrevs av Jean-Jacques Kieffer 1910. Scelio splendidus ingår i släktet Scelio och familjen Scelionidae. Inga underarter finns listade i Catalogue of Life.